# Snežnaja koroleva
Snežnaja koroleva (Снежная королева) è un film del 1966 diretto da Gennadij Sergeevič Kazanskij.